# Msida
Msida (en maltés L-Imsida) es un consejo local y una ciudad del puerto en el noreste de Malta. Tiene una población de 7.623 habitantes (Nov de 2005). A pesar de ser relativamente pequeña es una de las ciudades más importantes de la isla.

## Toponimia
Su nombre viene del árabe, significando la palabra “la vivienda de un pescador”. Una teoría diferente alude a que pudiera ser un derivado del significado “de “Omm Sidna de la palabra” la madre de nuestro señor”, puesto que habría podido haber una capilla pequeña dedicada a la Virgen María Bendecida, madre de Dios.

## Historia
Msida nació como aldea de pescadores, que con el éxodo rural ha ido urbanizándose. Actualmente la pesca sigue siendo importante en la localidad.
Msida se convirtió en una parroquia en 1867. Entonces la localidad se centró hacia el interior, localizándose algunos caminos hacia el valle, y habiendo otros próximos que ya conducían al pintoresco distrito de Villambrosa. Este estado no duró mucho tiempo, pues una parroquia nueva, Ħamrun, ganó terreno en 1881. La pieza más baja de la calle de Villambrosa sigue siendo hoy un recordatorio silencioso de la jurisdicción de Msida en esta área. Msida perdería finalmente otras partes de su territorio a causa de las nuevas parroquias de Santa Venera en 1918, A Pietà en 1968 y A Ta Xbiex en 1969.
Su población, que llegó a alcanzar los 11.000 habitantes, disminuyó a 6.000. No obstante el éxodo del campo a los núcleos urbanos y por consiguiente, las nuevas residencias en el suburbio periférico de Swatar, han aumentado la población hasta superar los 7600 habitantes. El barrio de Swatar contiene la L-Università ta' Malta y una escuela secundaria privada. Hoy en día Msida crece gracias a los estudiantes que llegan a la universidad, así como por las nuevas industrias de servicios que han aparecido en los últimos años.

## Geografía
La parte más inferior de Msida yace en la desembocadura de un valle y es un punto de circulación entre Sliema y La Valeta, Birkirkara y el Hospital del St. Lucas.
- Datos: Q585187
- Multimedia: Msida / Q585187